# Липскеров, Александр Фёдорович
Александр Фёдорович Липскеров (9 ноября 1883, Керчь, Таврическая губерния — 1960, Москва) — русский и советский юрист-криминалист, адвокат.

## Биография
Родился в семье керченского купца Фриделя (Фридриха, Фёдора) Соломоновича Липскерова, уроженца Новомосковска Екатеринославской губернии, владельца одной из двух табачных фабрик в городе и складов табачного листа, и Фейги-Рухли (Фанни) Гершевны Ямпольской. Дед, Соломон Борисович Липскеров (1826—1897), был бахмутским мещанином. Племянник крупного русского издателя и юриста Абрама Яковлевича Липскерова.
В 1906 году окончил юридический факультет Парижского университета и в 1908 году экстерном юридический факультет Императорского Новороссийского университета. С 1908 года работал в Московской судебной палате. С 1917 года член коллегии правозаступников, Коллегии защитников, обвинителей и представителей сторон в гражданском процессе, затем заведующий консультацией защитников в Московском ревтрибунале. Выступал защитником на Процессе правых эсеров в 1922 году. В связи с нарушениями ведения процесса, в составе группы защитников отказался от дальнейшего участия, за что подвергся нападкам в партийной прессе.
С 1939 года — член комиссии по разработке проекта Уголовно-процессуального кодекса РСФСР. Как адвокат-криминалист участвовал в крупных судебных процессах: по делу Главтопа, Центросоюза, Совета объединённых приходов Москвы. Жил в Москве на улице Троицкой, дом 3, кв. 1.

## Семья
- Жена — Розалия Натановна Липскерова (урождённая Каплан[17], 1884—1967), уроженка Одессы, врач[18].
  - Сын — Фёдор Александрович Липскеров (1911—1977), конферансье, эстрадный и цирковой режиссёр, мемуарист.
    - Внук — Михаил Фёдорович Липскеров (род. 1939), драматург, сценарист, писатель.
      - Правнук — Дмитрий Михайлович Липскеров (род. 1964), писатель и драматург.

  - Дочь — Наталия Александровна Липскерова (в замужестве Моргунова, 1921—1972), театровед, переводчик, старший редактор Центрального детского театра.
    - Внук — Андрей Борисович Моргунов (род. 1949), театральный режиссёр и педагог, профессор.
- Двоюродные братья — фотограф и кинодокументалист Георгий Абрамович Липскеров и поэт Константин Абрамович Липскеров.